# 中川平太夫
中川 平太夫（なかがわ へいだゆう、1915年3月18日 - 1987年6月14日）は、公選第4代福井県知事（任期は1967年4月23日 - 1987年4月22日、5期）。福井県遠敷郡野木村（のちの遠敷郡上中町、現在の三方上中郡若狭町）出身。若狭町名誉町民（1983年11月3日、当時の遠敷郡上中町より称号贈呈）。息子は元福井県議会議長の中川平一。

## 年譜
- 1935年 - 福井師範学校卒業
- 1967年4月15日 - 福井県知事に初当選（福井県出身者として初の福井県知事）
- 1971年4月11日 - 福井県知事に当選（2選）
- 1971年7月26日 - 紺綬褒章を受章
- 1974年5月22日 - 黄綬褒章を受章
- 1975年4月13日 - 福井県知事に当選（3選）
- 1979年4月8日 - 福井県知事に当選（4選）
- 1983年4月10日 - 福井県知事に当選（5選）
- 1986年1月6日 - 敦賀気比初代理事長就任
- 1986年11月3日 - 勲一等瑞宝章を受章
- 1987年4月22日 - 福井県知事を退任
- 1987年6月14日 - 虎ノ門病院（東京都港区）にて死去。従三位に叙される。

| 公職        | 公職                                  | 公職          |
| ----------- | ------------------------------------- | ------------- |
| 先代 北栄造 | 福井県知事 民選第4代：1967年 - 1987年 | 次代 栗田幸雄 |